# Gustavo Daniel Cabral
Gustavo Daniel Cabral (Isidro Casanova, Buenos Aires, 14 de octubre de 1985) es un exfutbolista argentino que desarrollo la mayor parte de su carrera en el Celta de Vigo de la Primera División de España. Su ultimo equipo fue el Pachuca de la Primera División de México como defensa central. 
Su hermano, Yonathan Cabral, también es futbolista profesional.

## Trayectoria

### Racing Club
Debutó el 12 de diciembre de 2003, ocasión en que su equipo empató 1-1 frente a Olimpo. Con el paso del tiempo fue ganando confianza y se trasformó en titular indiscutible del equipo, llegando a jugar más de cien partidos con la camiseta albiceleste. En Racing marcó dos goles, ambos por torneos locales.

### River Plate
En enero de 2008 fue contratado por River Plate. El acuerdo se hizo por el 50% del pase del futbolista a cambio de 1,5 millones de dólares pagaderos en cuotas a un grupo empresario encabezado por Fernando Hidalgo. Finalmente, River Plate compró la totalidad del pase en una operación muy dudosa.[cita requerida] En River Plate fue parte del equipo campeón del Torneo Clausura 2008 y disputó partidos internacionales, jugando la Copa Libertadores y la Copa Sudamericana. Además, marcó cuatro goles (ante Chivas de Guadalajara, Colón (SF), San Martín de Tucumán y Chacarita Juniors).

### Estudiantes Tecos
Después de ser muy cuestionado por los simpatizantes de River, tras su segunda campaña en el club argentino, Cabral fue trasladado al extranjero, uniéndose al conjunto mexicano Estudiantes Tecos en junio de 2010. A pesar de ser un habitual en la defensa del conjunto mexicano, regresó a su país en el año siguiente, al Arsenal de Sarandí, con el que nunca llegó a jugar.

### Levante UD
El 8 de agosto de 2011, el Levante llega a un acuerdo de cesión con el Arsenal de Sarandí por una temporada en el conjunto granota. Tras no participar apenas en la primera vuelta, se hace un hueco como titular en la defensa junto a Sergio Ballesteros en la segunda teniendo grandes actuaciones. Además con este club consigue una histórica clasificación para la Liga Europa de la UEFA 2012-13.

### RC Celta de Vigo
Tras no llegar a un acuerdo de renovación con el Levante, el 13 de julio de 2012 se marchó cedido por dos temporadas al Celta de Vigo, equipo recién ascendido a Primera División. Sus dos primeras temporadas en el conjunto celeste fueron muy positivas, ya que se convirtió en el jefe de la zaga, logrando buenas actuaciones, marcando goles, jugando muchos minutos y convirtiéndose en uno de los ídolos de la afición. El 23 de junio de 2014 renovó por dos temporadas más con el Celta, hasta junio de 2016. Entre 2014 y 2017 fue dirigido por su compatriota Eduardo Berizzo, además de compartir la saga con Facundo Roncaglia.
A mediados de 2016 se confirmó la renovación del "Osobo" hasta el 30 de junio de 2019 debido al gran desempeño del argentino y por la clasificación histórica a la Liga Europa de la UEFA 2016-17. En esta competencia le marcó un gol agónico al Shakhtar Donetsk en el 0-2 del Celta por los dieciseisavos de final, lo que significó la clasificación del equipo español a octavos de final. El 25 de mayo de 2017 fue incluido por la UEFA en el equipo de la temporada de la Liga Europa de la UEFA 2016-17, junto a Sergio Álvarez Conde y a Pablo Hernández, compañeros en el Celta de Vigo.

### CF Pachuca
El 14 de junio de 2020 se hizo oficial la marcha del argentino del Real Club Celta de Vigo, en el que había militado durante los últimos 7 años. Se anunciaba su llegada a los tuzos del Club de Fútbol Pachuca y su regreso al futbol mexicano.

## Selección nacional

### Selección juvenil
En 2005 Cabral fue parte de la Selección Argentina Sub-20 del equipo que ganó la Copa Mundial Juvenil de 2005 y fue citado por Alfio Basile para un amistoso contra Chile, en el cual no jugó.
Partidos jugados: 11
Goles: 4

### Selección absoluta
No ha llegado a debutar con ninguna selección absoluta, a pesar de haber manifestado su interés por jugar con la selección española.

## Estadísticas

### Clubes
| Club                | País                | Período             | Partidos | Goles |
| ------------------- | ------------------- | ------------------- | -------- | ----- |
| Racing Club         | Argentina           | 2003-2007           | 84       | 2     |
| River Plate         | Argentina           | 2008-2010           | 71       | 4     |
| Estudiantes Tecos   | México              | 2010-2011           | 30       | 1     |
| Levante UD          | España              | 2011-2012           | 22       | 1     |
| Celta de Vigo       | España              | 2012-2019           | 229      | 10    |
| Pachuca             | México              | 2019-presente       | 201      | 11    |
| Total en su carrera | Total en su carrera | Total en su carrera | 637      | 29    |

Incluye partidos de la Primera División de Argentina, Primera División de México, Primera División de España, Copa del Rey y Liga Europa.

### Distinciones individuales
| Distinción                                                   | Año       |
| ------------------------------------------------------------ | --------- |
| Incluido en el Once Ideal de la Liga BBVA del mes de febrero | 2014-2015 |

## Palmarés

### Torneos locales
| Título           | Club        | País      | Año    |
| ---------------- | ----------- | --------- | ------ |
| Primera División | River Plate | Argentina | C-2008 |
| Primera División | Pachuca     | México    | A-2022 |

### Torneos internacionales
| Título                                | Equipo                 | Sede            | Año  |
| ------------------------------------- | ---------------------- | --------------- | ---- |
| Mundial Juvenil                       | Selección Argentina    | Países Bajos    | 2005 |
| Copa de Campeones de la Concacaf      | Club de Fútbol Pachuca | Pachuca de Soto | 2024 |
| Copa Derbi de las Américas de la FIFA | Club de Fútbol Pachuca | Doha            | 2024 |
| Copa Challenger de la FIFA            | Club de Fútbol Pachuca | Doha            | 2024 |